# AVN (журнал)
«Adult Video News» (також AVN або AVN Magazine) — американський журнал, присвячений відеоіндустрії для дорослих. The New York Times зазначає, що AVN для порнофільмів — те саме, що Billboard для музики. AVN спонсорує щорічну конвенцію Adult Entertainment Expo, або AEE, що проводиться у Лас-Вегасі паралельно з кінонагородою для учасників порноіндустрії AVN Awards на зразок «Оскара».
AVN оцінює фільми для дорослих та відстежує новини в галузі. В одному номері може бути понад 500 оглядів фільмів. Журнал містить близько 80% реклами та орієнтований на рітейлерів відео для дорослих. 

## Історія
Пол Фішбейн, Ірв Сліфкін та Баррі Розенблатт заснували AVN у 1983 році у Філадельфії. Сліфкін пішов у 1984 році, втративши інтерес до рецензування фільмів для дорослих через перехід індустрії від плівки до відеокасет. Розенблатт та Фішбейн посварилися у 1987 році. Зрештою, Фішбейн перевів журнал у долину Сан-Фернандо, де і функціонує донині. 2010 року Фішбейн продав компанію. AVN нерідко цитується з приводу різних діячів порноіндустрії та її доходів. За оцінками AVN, дохід від продажу та прокату відео для дорослих перевищили чотири мільярди доларів у 2000 та 2002 роках. За оцінками AVN, доходи індустрії для дорослих у 2005 році становили $12,6 млрд, з яких $2,5 млрд припадають на інтернет. 

## AVN Europe
У жовтні 2007 року AVN запустив перший загальноєвропейський англомовний галузевий журнал про порноіндустрію AVN Europe із редакцією в Будапешті. Близько двох років AVN Europe видавав щомісячні випуски з оглядами та новинами, а також докладні довідкові статті на такі теми як історичний розвиток, моделі дистрибуції та жіноча еротика. У середині 2009 року, після зміни редакції, видання дещо знизило амбіції, приділяючи більше уваги фотографіям із виставок та іншому легкому контенту. Незабаром журнал було закрито. Останній випуск вийшов у червні 2009 року. 

## Adult Entertainment Expo
AVN є спонсором щорічної конвенцію AVN Adult Entertainment Expo (AEE), яка проводиться кожного січня в Лас-Вегасі. Expo — найбільша виставка порноіндустрії США.

## Премії AVN

### Adult Movie Awards
AVN також проводить церемонію вручення нагород у галузі порноіндустрії, створену на зразок Оскара. Нагорода вручається більш ніж 100 категоріях, а аудиторія становить понад 3500 людей. Девід Фостер Уоллес скептично зазначив, що AVN у 1997 році розглянув понад 4000 нових релізів у кожній категорії порівняно з 375 фільмами, які потрібно розглянути Academy Awards для вручення Оскара. У 2008 році ця кількість зросла до 8000, і Пол Фішбейн коментує, що це дуже довгий, жахливий процес. The New York Times пише, що «чіткі критерії для перемоги в AVN не є, скажімо, однозначними». Нагороди досить часто вручаються постійним рекламодавцям AVN. 

### GayVN Awards
AVN також спонсорує премію GayVN Awards, яка щорічно вручається за роботу, виконану в індустрії гей-порнографії. Нагороди за гей-відео для дорослих були частиною AVN awards з 1988 по 1998 рік. 1999 року AVN вирішив проводити GayVN Awards окремо. 

## AVN Online
AVN друкує видання, присвячене онлайн-трендам дорослого бізнесу. У пресі та в інтернеті AVN Online публікує статті, присвячені різноманітним подіям едалту в інтернеті.